# Winnipeg-tó
A Winnipeg-tó (angol: Lake Winnipeg) egy nagy tó Kanada középső déli Manitoba tartományában, mintegy 55 kilométerre északra a tartományi főváros Winnipegtől, keletre a Manitoba-tótól, a Winnipegosis-tótól és a Cédrus-tótól (Cedar Lake).
Dél-Kanada legnagyobb, egész Kanada ötödik legnagyobb édesvizű tava. Az északnyugat-délkeleti irányban hosszanti alakban elnyúló Winnipeg-tó területe 24 514 km², legnagyobb hosszúsága 416 kilométer, északi részének legnagyobb szélessége 100 km, délen 40 km. A tó viszonylag sekély, átlagos mélysége 12 méter, de északi és déli medencéjét egy keskeny 36 méter mélységű csatorna választja el egymástól. Partvonala 1858 km hosszú. A partok gyakran homokosak és mészkősziklákkal szegélyezettek, környékükön sok a denevérbarlang.
A tavat számos sziget pettyezi, a legtöbbjük szűzföld.

## Mellékfolyói, kifolyása
Beleömlik többek közt a Winnipeg, a Saskatchewan, a Vörös-folyó, a Bloodvein, a Manigatogan és a Nyárfa-folyó (Poplar River). Vízgyűjtő területe 984 200 km², főleg Kanadában, részben az Egyesült Államokban. A vízgyűjtő lefedi Alberta, Saskatchewan, Manitoba, Északnyugat-Ontario, Minnesota és Észak-Dakota területének jórészét. 
Fő kifolyása a Nelson-folyó, amely a tó vizét északi irányba vezeti, a Hudson-öböl vízgyűjtőjébe (Rupert-föld), amely a világon az egyik legnagyobb. A kifolyó víz mennyisége másodpercenként átlagban 2066 köbméter.

## Környéke

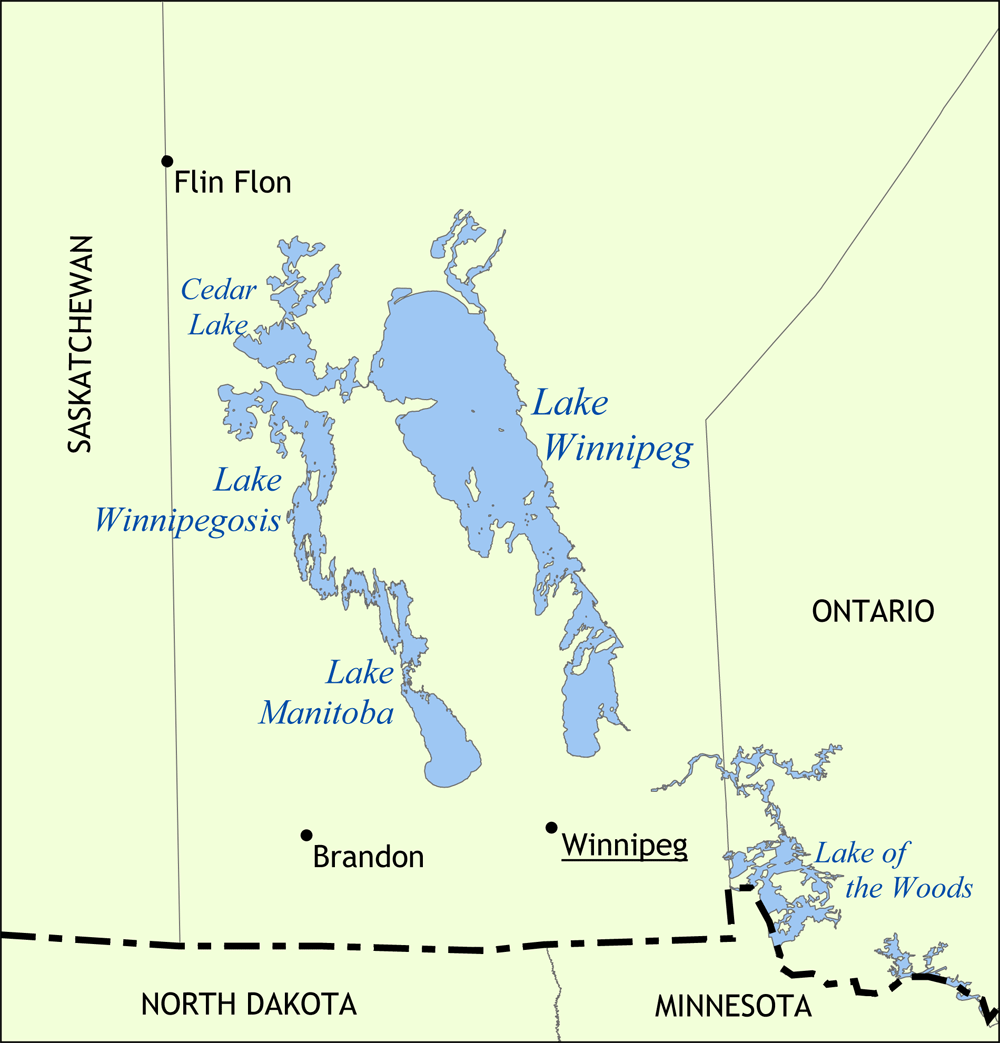
A Winnipeg-tó és környezete

Keleti részén érintetlen boreális erdők és folyóvölgyek terülnek el, ezeket Manitoba tartomány szeretné az ENSZ-szel világörökségi Parkká nyilváníttatni. 
A Winnipeg, Manitoba és Winnipegosis tavak mind a történelem előtti Agassiz olvadékvíztó egykori medencéjében helyezkednek el. A három tó közti terület neve Tóközvidék (Interlake Region), az egész régió neve Manitoba-alföld. 